# Lords of Time
Lords of Time (englisch; auf Deutsch etwa Herren der Zeit) ist ein Textadventure des britischen Entwicklerstudios Level 9. Es wurde 1984 für damals gängige Heimcomputer veröffentlicht. Thema des Spiels sind Zeitreisen.

## Handlung
Der Spieler geht in heutiger Zeit (also in den 1980er-Jahren, als das Spiel entstand) nichtsahnend seiner Arbeit nach, als er von Father Time (Gevatter Zeit) kontaktiert wird. Dieser gibt ihm die Aufgabe, mit Hilfe einer Zeitmaschine in Form einer Standuhr neun Artefakte zu bergen, was die Machenschaften der bösen Herren der Zeit durchkreuzen würde, die in verschiedenen Zeitepochen die Geschichte manipulieren. Die Artefakte, die sich in unterschiedlichen Zeitepochen befinden, sind durch eine stilisierte Sanduhr gekennzeichnet und müssen vom Spieler in einen Kessel im „Nebel der Zeit“ geworfen werden. Ist der Spieler damit erfolgreich, geht vom Kessel eine magische Ausstrahlung aus, die die Machenschaften der Herren der Zeit unterbindet und die „Struktur der Zeit“ wiederherstellt.
| Epoche           | Artefakt               |
| ---------------- | ---------------------- |
| Gegenwart        | tränenförmiger Diamant |
| Eiszeit          | Mammut-Stoßzahn        |
| Mesozoikum       | Dinosaurierei          |
| Wikingerzeit     | Olivenzweig            |
| Mittelalter      | Drachenflügel          |
| 16. Jahrhundert  | Narrenkappe            |
| Zukunft          | Silikonchip            |
| Römisches Reich  | Goldene Gürtelschnalle |
| „Nebel der Zeit“ | „Böses Auge“           |

## Spielprinzip und Technik

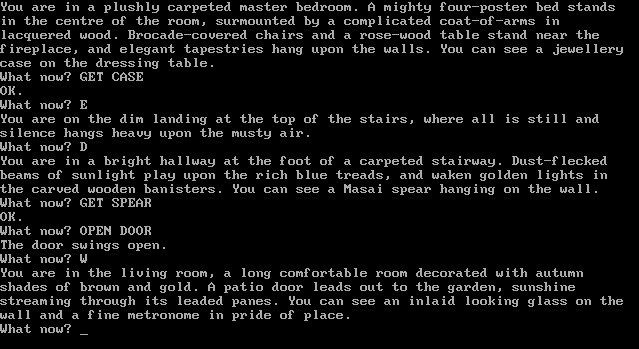
Spielszene

Lords of Time ist ein Textadventure, das heißt, Umgebung und Geschehnisse werden als Bildschirmtext ausgegeben und die Visualisierung obliegt zum größten Teil der Fantasie des Spielers. Die Steuerung der Spielfigur erfolgt über Befehle, die der Spieler mittels der Tastatur eingibt und die von einem Parser abgearbeitet werden. Die Befehle sind in natürlicher Sprache gehalten und lassen den Spielcharakter mit seiner Umwelt interagieren. Der Spieler kann sich so durch die Spielwelt bewegen, Gegenstände finden, sie auf die Umgebung oder andere Gegenstände anwenden und mit NPCs kommunizieren. Mit fortschreitendem Handlungsverlauf werden weitere Orte der Spielwelt, die aus über 200 Räumen besteht, freigeschaltet. Für das Auffinden und Deponieren von Artefakten bekommt der Spieler Punkte gutgeschrieben; die maximale Punktzahl beträgt 1000.
Das Spiel wurde mit Hilfe der von Level 9 selbst entwickelten Engine A-Code entwickelt, die eine Virtuelle Maschine beinhaltete und deshalb ohne signifikanten Zeitaufwand auf andere Systeme portierbar war. Das Spiel konnte deshalb für eine Vielzahl von Heimcomputern veröffentlicht werden. A-Code setzte auf hochentwickelte Algorithmen zur Textkomprimierung und konnte so sämtliche für das Spiel notwendigen Texte und Variablen in 32 kB Speicher unterbringen. Der Parser wurde gegenüber den zuvor von Level 9 veröffentlichten Spielen signifikant verbessert und ließ erstmals reflexive Bezüge und Sammelbegriffe für mehrere Objekte zu. In Summe verstand der Parser über 200 Wörter, was für kleine Heimcomputer wie den ZX Spectrum mit seinen 48 kB Speicher eine positiv rezipierte Leistung war, mit den für Rechner mit 64 kB Speicher ausgelegten Spielen von Infocom aber nicht mithalten konnte – der Parser des fünf Monate zuvor erschienenen Enchanter von Infocom verstand zum Beispiel über 700 Wörter.

## Produktionsnotizen
Lords of Time ist das letzte Level-9-Adventure ohne illustrierende Grafiken und eines der wenigen Spiele der Firma, die nicht von Firmengründer Pete Austin geschrieben wurden. Der Rohentwurf des Skripts stammt von Sue Gazzard, einer britischen Hausfrau ohne Beziehungen zur Spieleindustrie. Gazzard hatte sich im Mai 1983 einen BBC Micro gekauft und wurde ein Fan von Spielen von Level 9. Sie kontaktierte die Firma mit einem ersten Entwurf für ein an die britische TV-Serie Doctor Who angelehntes Spiel. Level 9 ließen Gazzard das Skript ausarbeiten; Pete Austin fungierte dabei als Co-Autor und sorgte dafür, dass im Endprodukt keine Doctor-Who-Reminiszenzen vorkamen. Austin übernahm außerdem die Programmierung des Spiels. Arbeitstitel des Spiels war Timelords. Gazzard recherchierte die jeweiligen Spielepochen in der örtlichen Bücherei, um authentische Spielumgebungen zu liefern. Der Verpackung des Spiels lag in der ursprünglichen Auflage ein Poster bei.
1988 veröffentlichte Level 9 Lords of Time als Teil der Spieletrilogie Time and Magik, die zusätzlich die thematisch nicht verwandten Spiele Red Moon und The Price of Magik enthielt. Für diese Trilogie wurde Lords of Time überarbeitet. Der größte Unterschied zur Version von 1983 waren neu implementierte Bilder, die die jeweilige Spielszene grafisch untermalten. Die Bilder wurden nur in Versionen verwendet, die eine Diskette als Speichermedium und damit ausreichend Speicherplatz für die Bilddateien aufwiesen. Ein identisches Konzept hatte Level 9 zuvor bereits für die Kompilationen Jewels of Darkness und Silicon Dreams verwendet, die aber je drei thematisch zusammenhängende Adventures enthielten. Zum Zeitpunkt des Erscheinens der Trilogie war die Heimcomputertechnik gegenüber dem ursprünglichen Erscheinungszeitpunkt deutlich fortgeschritten, sodass Lords of Time auch für 1988 gängige Hardware wie die Heimcomputer Amiga und Atari ST sowie Personal Computer mit den Betriebssystemen Macintosh System Software und MS-DOS erschien. Time and Magik lag eine in das Handbuch integrierte, 23-seitige Novelle von Peter McBride bei, die von Level 9 durch die Abfrage bestimmter Textstellen als Kopierschutz genutzt wurde. Da die drei Spiele der Trilogie keine Gemeinsamkeiten aufweisen, besteht die Novelle aus drei unterschiedlichen Kapiteln. McBride, der später als Sachbuchautor tätig wurde, schrieb auch für weitere Level-9-Adventures Novellen, so für Gnome Ranger, Ingrid's Back und Knight Orc.
Das Spiel geht recht freizügig mit Stilmerkmalen um. Die besuchbaren Zeitepochen werden nicht akkurat nachgebildet, sondern der Gesamtdramaturgie angepasst. Das führt zu genrefremden Elementen wie sprechenden Pflanzen, diversen Fantasy-Elementen und Symbolismen wie einer begehbaren „Milchstraße“. Die Figur des „Father Time“ ist ein im anglo-amerikanischen Kulturkreis gängige, anthropomorphe Personifizierung der Zeit.

## Rezeption
Das britische Magazin Personal Computer Games lobte die Beschreibungen der Räumlichkeiten, die „die Fantasie befeuern“, sowie das große Vokabular des Parsers, vermisste aber Hilfsfunktionen für den Spieler. Das Magazin wertete, Lords of Time werde dem hohen Standard des Herstellers gerecht und „gehöre ins (...) Regal“. Für das britische Crash-Magazin befand Rezensent Fraser Hubbard, es sei ihm „unmöglich zu beschreiben, was für ein brillantes Adventure“ Lord of Time sei. Er machte seinen positiven Eindruck an den „lebensnahen“ Beschreibungen fest, die eine „bemerkenswerte“ Atmosphäre erzeugten und dafür sorgten, dass das Spiel „definitiv sein Geld wert sei“. Die Computer & Video Games stellte heraus, dass das Spiel wegen seiner modularen Struktur abschnittsweise gespielt werden könne. Das Magazin hob die Texte und den Umfang des Spiels positiv hervor, kritisierte gelegentliche Dekompessionsfehler (die sich durch fehlerhafte Texte bemerkbar machten) und einen stellenweise verbesserungswürdigen Parser und lobte in Summe, Lords of Time mache Spaß, sei nicht zu schwierig und motiviere für lange Zeit. Das britische Magazin Eurogamer hielt 2007 in einer Retrospektive fest, Lords of Time führe den Spieler „organisch“ in das Spielgeschehen ein. Rezensent Spanner Spencer lobte, es sei für ihn eine erstmalige Erfahrung, dass ein Textadventure qualitativ mit einem Roman vergleichbar sei; er bezeichnete Lords of Time deshalb als „interaktiven Roman“. Der Ludohistoriker Jimmy Maher definierte Lords of Time im Rahmen einer Analyse der Level-9-Firmengeschichte als „von Doctor Who inspiriertes, eigenständiges Zeitreise-Epos“. Der Schriftsteller Thomas A. Christie analysierte, dass Lords of Time dem Spieler ein schnell zugängliches Szenario verspreche, dann aber eine hohe Komplexität entwickle. Er ordnete das Spiel in das Genre Phantastik ein und stellte heraus, dass die einzelnen Epochen für den Spieler leicht identifizierbar und abgrenzbar seien und ihm schnelle Immersion ermöglichten; beides mache das Spiel sehr zugänglich.
Das britische ACE-Magazin verlieh der Trilogie Time and Magik den ACE Adventure Award 1988 in der Kategorie „Best Value of the Year“.